# Batalla de l'Estrímon
La batalla de l'Estrímon va ser una operació ofensiva de l'exèrcit búlgar durant la Primera Guerra Mundial, entre el 17 i 23 d'agost de 1916.
Els búlgars van poder conquerir tot el territori grec a l'est del riu Estrímon.

## Antecedents
L'agost de 1916, Romania va optar per unir-se al bàndol de la Triple Entesa. Els Aliats van planejar una gran ofensiva al front macedoni per a mitjans d'agost amb la finalitat de donar suport a l'entrada de Romania a la guerra i de destruir tantes forces búlgares com fos possible. L'alt comandament búlgar va suposar una ofensiva imminent, i els combats al voltant del Dòiran que van esclatar el 9 d'agost van confirmar aquestes sospites.
Per la seva banda, els búlgars havien instat una ofensiva en Macedònia des del començament de l'any, i que ara es planejava vagament amb el 1r i 2n Exèrcit Búlgar en els dos flancs aliats.
En el flanc occidental, l'ofensiva de Chegan va finalitzar amb la conquesta de Flórina, però el 1r Exèrcit Búlgar no va poder conquerir Chegan (actualment Agios Athanasios, Grècia).
El pla en el flanc oriental era apoderar-se de la via de ferrocarril de Drama-Komotini, i aquest objectiu se li va donar al 2n Exèrcit Búlgar i la 10a Divisió Egeu.
Per al seu funcionament, el general búlgar Gheorgi Todorov podria disposar de 58 batallons, 116 metralladores, 57 bateries d'artilleria i 5 esquadrons de cavalleria en el seu exèrcit i un addicional de 25 batallons, 24 metralladores, 31 bateries i 5 esquadrons de la 10a Divisió.

## Batalla
Les operacions militar de l'ofensiva de Struma va començar el 18 d'agost amb l'avanç de la 7a Divisió Rila d'infanteria de l'11a Divisió Macedònia i la 3/2a brigada d'infanteria, i la 10a Divisió d'Infanteria en un front llarg 230 km. Durant sis dies, les forces búlgares van aconseguir tots els seus objectius de cara a la feble resistència grega i francesa.
Al 23 d'agost de 1916, parts de la 10a Divisió ja havien realitzat plenament les seves tasques. Juntament amb parts de la 7a Divisió de Rila va ocupar tot el territori a l'est del riu Struma. Després d'arribar a la costa de la mar Egea, se'ls va donar la tasca de defensar «tota la costa de la mar Egea, des de la desembocadura del riu Maritsa fins a la desembocadura del riu Struma».
Després de l'expulsió del ministre simpatitzant de la Triple Entesa, Elevthérios Venizelos, el govern real grec d'Atenes va desmobilitzar les seves forces i, malgrat els costos, va seguit un cursa de neutralitat i va disposar que les tropes gregues locals no resistissin a la invasió búlgara.

## Conseqüències

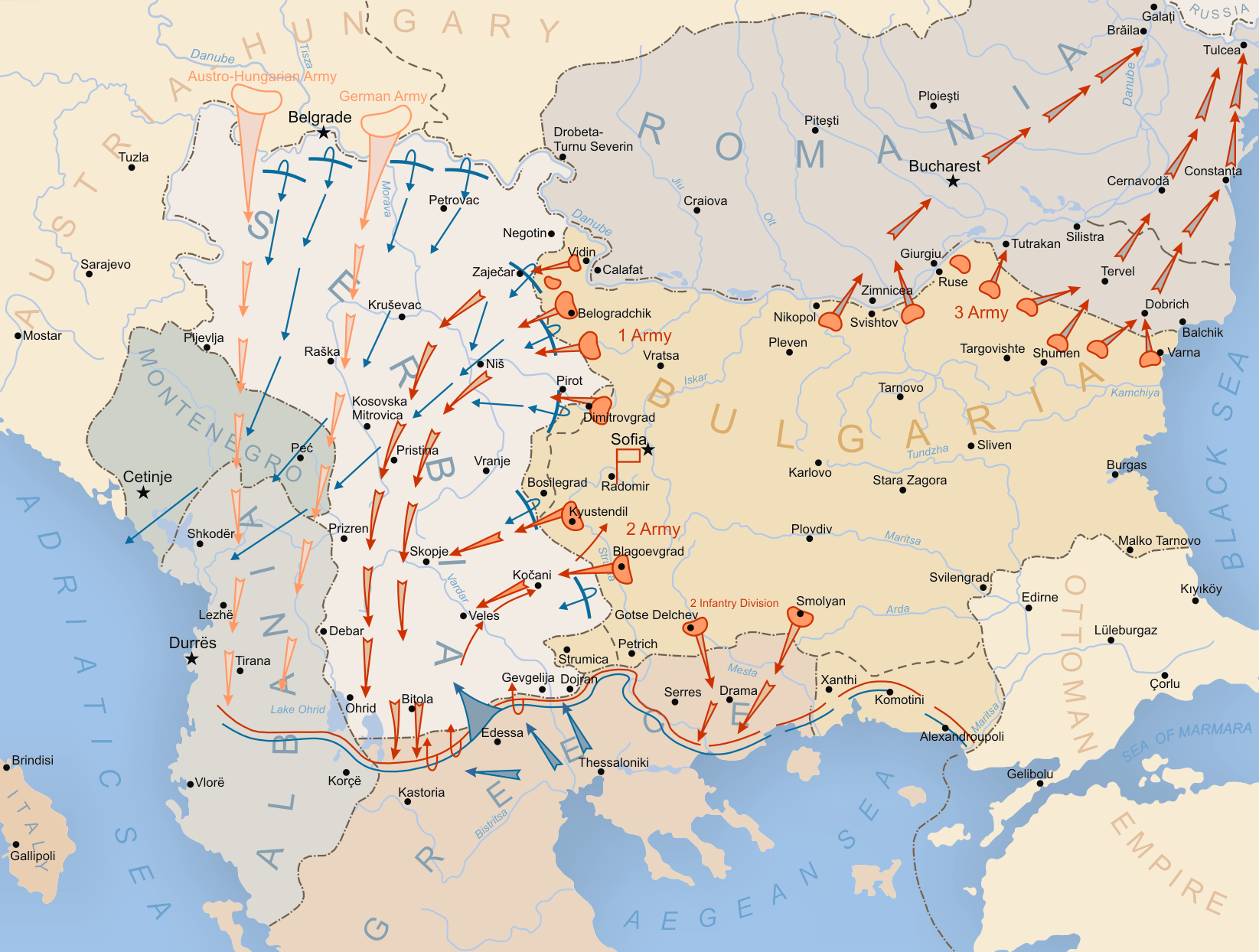
Bulgària durant la I Guerra Mundial

La profunditat de l'avanç va ser de 80–90 km (un avanç de 13–15km diaris de mitjana), i es va ocupar una superfície de 4.000 km². El més important però, va ser que el front macedoni es va escurçar uns 100–120 km, és a dir, el front del Segon Exèrcit Búlgar es va reduir a la meitat.
A més, es va desmobilitzar el IV Cos d'Exèrcit Grec (coronel Ioannis Hatzopoulos) format per 464 oficials i 6373 soldats i, malgrat que estava situat en la zona, el govern grec no li va permetre que oferís resistència. El cos es va dissoldre i les seves tropes i armament es van incorporar a les forces alemanyes a Görlitz per a la resta de la guerra i, per tant, no estaven inclosos en la composició de l'exèrcit grec després de l'entrada de Grècia a la I Guerra Mundial al costat de la Triple Entesa.
Es van prendre les ciutats de Kavala, Drama i Serres.
La negativa per part del govern grec per a defensar aquest territori, que es va guanyar amb dificultats després de combatre en la Segona Guerra dels Balcans de 1913 contra els odiats búlgars, va fer que Venizelos i els seus seguidors s'organitzessin militarment, establint la seva base a Tessalònica amb un grup paramilitar anomenat Govern Temporal per la Defensa Nacional, creant un nou estat que incorporava la Tessalònica, Creta i diverses illes del mar Egeu.
El 27 d'agost de 1916, el Regne de Romania va posar fi a la seva neutralitat i va declarar la guerra a Àustria-Hongria, unint-se d'aquesta manera a la guerra al costat de la Triple Entesa. El Comandament General búlgar, en veure aquesta amenaça del nord, va ordenar al 2n Exèrcit que adoptés una posició defensiva.